# Joseph B. Foraker
Joseph Benson Foraker (Condado de Highland, Ohio, Estados Unidos, 5 de julio de 1846 - Cincinnati, Ohio, Estados Unidos, 10 de mayo de 1917) fue el 37.º Gobernador de Ohio desde 1886 hasta 1890, y un senador estadounidense por el Partido Republicano desde 1897 hasta 1909.
Foraker nació en el Ohio rural, en 1846, y se alistó a la edad de 16 años en la Armada de la Unión durante la Guerra de Secesión. Luchó por al menos tres años, alcanzando el grado de capitán. Tras la guerra, fue miembro de la primera clase en graduarse de la Universidad de Cornell, y se hizo abogado. Interesado en la política, fue elegido juez en 1879 y se obtuvo buena fama como orador político. Fue derrotado en su primera candidatura para gobernador en 1883, pero fue elegido dos años más tarde. Como gobernador, se alió con el industralista Mark Hanna de Cleveland, pero tuvieron una pelea en 1888. Foraker fue derrotado en su reelección en 1889, pero fue elegido senador de los Estados Unidos por la Asamblea Genial de Ohio en 1896, después de fallar en obtener el cargo anteriormente en 1892.
En el Senado, apoyó la guerra hispano-estadounidense y la anexión de las Filipinas y Puerto Rico; la Ley Foraker dio a Puerto Rico su primer gobierno civil bajo el dominio estadounidense. Difirió con el presidente Theodore Roosevelt sobre la regulación de los ferrocarriles y el patrocinio político. Su mayor desacuerdo fue el Brownsville Affair, en el que los soldados negros fueron acusados de aterrorizar a una localidad de Texas. Foraker, celosamente se opuso a las acciones de Roosevelt, calificándolas de injustas, y luchó por la reinserción de los soldados. El desacuerdo de los dos hombres se desató en un enfrentamiento en el Gridrion Dinner de 1907, tras el cual Roosevelt luchó para impedir la reelección de Foraker.

## Primeros años

### Infancia y la Guerra Civil
Joseph Benson Foraker nació el 5 de julio de 1846, en una granja de alrededor de 1 milla (2 km) en el norte de Rainsboro, Ohio, en el Condado de Highland. Fue uno de los once hijos de Henry y Margaret Foraker (de los cuales nueve alcanzaron la edad adulta). Henry Foraker fue el primero en su familia en escribir su apellido de esta forma; su padre, llamada John, lo pronunciaba "Fouracre", o a veces "Foreacer". David Reece, el abuelo materno de Joseph, era de ascendencia inglesa y era originario del Condado de Grayson, Virginia, para hacerse molinero y granjero.